# 交響曲第6番 (シベリウス)
シベリウスの交響曲第6番 ニ短調作品104は、1923年に完成された交響曲。

## 作曲の経緯
シベリウスがこの交響曲を着想したのは1914年秋のことで、交響曲第5番、第7番の楽想もほぼ同時に着想している。この時は、翌年の生誕50年記念行事に使用するための第5番が優先された。しかし、他の2つの楽想に基づく作業も並行して進められた。この過程でシベリウスは、第6番のための楽想をヴァイオリン協奏曲にする構想を持ったことが出版社宛の手紙からうかがえる。この構想は比較的すぐに取り下げられ、交響曲としての作曲が進められつつあったが、第一次世界大戦の勃発などの情勢不安により作曲は一時中断してしまう。
1918年に祖国フィンランドがロシアから独立し、シベリウスは再び交響曲に取り組むことができるようになった。1919年、シベリウスを経済的にも精神的にも援助したカルペラン男爵が亡くなった。この恩人の死は、作曲中であった2つ交響曲に宗教的な響きと独特の陰りという形で影響を及ぼしている。着想直後にシベリウスは「荒々しく、情熱的な性格」と書いているが、実際に完成されたのは教会旋法や対位法を多用した思索的な作品となった。これにはかねてから研究していたパレストリーナを初めとするルネサンス時代の宗教音楽も影響している。作品は1923年1月（1922年秋の説もある）に完成した。

## 作品の概要

### 初演
1923年2月19日ヘルシンキ。ジャン・シベリウス指揮ヘルシンキ・フィルハーモニー管弦楽団

### 献呈
スウェーデンのピアニストで作曲家のヴィルヘルム・ステーンハンマル。

### 楽器編成
フルート2、オーボエ2、クラリネット2、バス・クラリネット、ファゴット2、ホルン4、トランペット3、トロンボーン3、ティンパニ、ハープ、弦楽五部（部分的にさらに分割される）

## 作品の内容
ニ短調と表記はされているものの実際にはニ調のドリア旋法などが使われており、いかにもシベリウスらしい音楽である。平均演奏時間は26～27分程度である。
第1楽章 Allegro molto moderato
一応ソナタ形式だが、通常のそれとはかけ離れた形態をとった自由な構造の楽章。冒頭、ヴァイオリンによりゆったりとした聖歌風の序奏主題が提示される。やがてこの主題から派生した第1主題をオーボエとフルートが問いかけるように奏でる。ホルンも瞬間的に加わるが、木管と弦により発展する。第2主題は弦のトレモロに乗って、フルートで提示される牧歌風の急速なパッセージによる。主題から派生した下降音型により開始される展開部でも弦が伴奏をとる。そのまま再現部へ移行し、第1主題がチェロによって再現され、第2主題も続く。提示部同様に伸びやかな音楽がしばらく続くが、ホルンの和声的なフレーズと弦のトレモロによりコーダが導入される。強いアクセントで総休止し、音階的上昇・下降を繰り返す。再び休止して、最後は冒頭主題が回帰して終わる。
第2楽章 Allegretto moderato - Poco con moto
自由なソナタ形式。フルートとファゴットが奏でる冒頭主題は第1楽章の主題を受け継いでおり、楽章間の橋渡しとなるとともに楽章全体に寂寥感をもたらしている。この雰囲気を受け継ぎ、ヴァイオリンが主要主題を提示する。主題の末尾部分の上昇音型が繰り返されて、主要主題が変奏される。曲はやがて「ポーコ・コン・モート」となり、動きを与えられるが、最後は第1楽章同様簡潔に終わる。
第3楽章 Poco vivace
展開部を欠くソナタ形式。付点風のリズム（実際には八分音符＋十六分休符＋十六分音符）が支配的な楽章。性格上はほぼスケルツォ。下降して上昇する短い導入が楽章全体を支配している。すぐに第1主題が木管で提示されてから再び導入句が現れると、第2主題がフルートで提示され、オーボエが繰り返す。コデッタは弦と木管が交互に騎行のリズムで進行し、金管が荒々しくアクセントをつけて提示部が終わる。再現部は導入なしで第1主題が再現されるが、その後はほぼ型どおりの再現である。曲は徐々に高揚し、荒々しい結末に至る。
第4楽章 Allegro molto - Doppio piu lento
自由な三部形式のフィナーレ。ドリア旋法を基調とした宗教的雰囲気が漂う楽章で、一応、緩→急→緩の構造はしているものの、ソナタ形式や変奏の要素を応用した自由な展開を持つ。木管、ホルン、ヴァイオリンの問いかけにヴィオラとチェロが応答する主要主題で開始される。全休止後、中間部へ移行し、主部の要素も現れて荒々しく曲は展開する。クライマックス後、主要主題が回帰するが、変奏的な再現である。やがて「ドッピオ・ピウ・レント(さらに倍ほどの遅さで)」となり、結尾主題が弦に現れるところから長めのコーダとなる。最後は弦の清冽な響きを残し消えて行く。

## 参考図書
- 『作曲家別名曲解説ライブラリー18 北欧の巨匠』（1994年　音楽之友社）ISBN 4276010586